# أو أف 40
أو أف 40 (بالإنجليزية: OF-40)‏ هي دبابة قتال رئيسية إيطالية موجهة نحو الاسواق الخارجية، كانت كمشروع مشترك بين أوتو ميلارا وفيات. مدفع الدبابة من عيار 105 ملم قادر على إطلاق كل القذائف الأوروبية من نفس العيار وهو من إنتاج شركة اتوميلارا. يمكن للمدفع الانخفاض إلى -9 درجات والارتفاع إلى 20 درجة.. والسلاح الثانوي رشاش متحد المحور عيار 7.62 ملم إضافة إلى إمكانية تزويدها برشاش 12.7 ملم فوق البرج. كانت تحمل الدبابة 57 قذيفة عيار 105 ملم، كما جهزت بنظام لتكييف الهواء داخلها ونظام لإدارة النيران من شركة جاليليو يشمل محدد مدى ليزري وحاسوب باليستي.